# Bakky
Bakky(バッキービジュアルプラニング (Bakky Visual Planning))는 일본의 성범죄 기업이다. 이 회사의 사장 쿠리야마 류가 구속되었다.

## 상세
출연 여배우들을 속여 보통의 AV물인 것처럼 계약한 후 성폭행을 했다는 사실이 드러났으며, 영상들을 돈 받고 판매했다는 것이다. 지금은 이름을 COLLECTOR로 바꿔서 계속 영업하고 있다. 그렇게 Bakky사는 AV제작사가 여배우들을 섹스토이로 취급하면 어떻게 되는지를 보여준 악독한 범죄집단이 되었다.

## Bakky 사건
Bakky사가 갓 데뷔한 무명 신인 AV 배우에게는 평범한 촬영 내용이라고 속여두고 마약을 먹인 뒤 여배우에게 집단 성폭행과 집단 폭행을 가하고 이를 촬영, 판매한 사건이며, 이들의 비디오는 포르노의 범주에 들어가지 않는 범죄 필름이다.

### 관련 기사
2004년 6월 하순경에 도쿄도 도시마구에 있는 한 선술집에서 Bakky의 촬영 스탭들은 신인 AV 배우에게 AV 촬영을 위해 필요하다고 술을 먹였다. 그런데 이 술에는 마약이 섞여 있었다. 사측에서는 이 사실을 배우에게 한 마디도 말하지 않았다. 이게 아무리 당시 일본 법률상 마약이 아니었다고 하나 촬영 중에 마약류 성분이 함유된 술을 몰래 먹인 것만으로 충분히 불법이다. 그리고 이 사건 이후 그 약물은 일본 법률상 불법 약물인 마약으로 지정되었다.
여배우는 촬영 중에 진짜 술을 먹이는 것을 속으론 어떻게 생각했을지 모르나 Bakky의 촬영 스탭들을 믿고 순순히 응했다. 그리고 배우는 얼마 지나지 않아 술과 마약의 시너지 효과로 정신이 매우 혼미해졌다. 이런 상태의 배우를 부축해주며 마치 술취한 사람을 배웅해주듯이 평범하게 도처의 어떤 맨션으로 들어갔는데, 맨션으로 들어가자 마자 정신이 혼미한 AV 배우의 눈앞에 보인 것은 수십 명의 남성이었다. 그리고 이 회사가 찍은 다른 포르노같이 화면이 바뀌지 않고 그냥 그대로 남성들이 우르르 달려들어 윤간을 했다. 그곳에서 죄책감을 느끼는 사람들의 모습은 볼 수 없었고 그런 모습을 카메라맨은 아무런 죄책감 없이 촬영했다.
하지만 여기서 이들의 폭력은 끝나지 않았다. 술과 마약 때문에 몸조차 제대로 가눌 수 없었던 AV 배우에게 윤간으로도 모자라서 정신을 차릴 틈도 없이 항문에다가 관장 기구를 억지로 쑤셔넣었다. 하지만 이들의 미친 짓은 이게 끝이 아니라 항문에다 쑤셔넣은 관장 기구에 공기 압축기로 기압을 올려서 관장 기구로 항문을 일부러 파열시켰다. 그리고 이 충격으로 정신을 잃은 여배우를 그대로 방치하며 웃다가 아무리 때려도 일어나지 않자 겁먹은 나머지 배우를 병원에 데려다준 뒤 도망쳤다.
이 충격으로 인해 갓 데뷔한 여배우는 직장파열, 항문파열로 대수술을 받았으며 가까스로 생명은 건졌지만 전치 4개월의 중상을 입었다. 담당의사에 따르면 조금이라도 늦었으면 생명이 위험했다고 한다. 그 이후 이 여배우에 대해 알려진 사실이 없어 지금은 어떻게 살고 있는지 알 수 없으나 AV 업계에서 떠나는 것은 물론이고 후유증과 외상 후 스트레스 장애를 평생 앓고 살아갈 가능성이 매우 높다.
이후 심각한 부상을 입은 이 피해 여배우가 경찰에 신고를 하면서 경찰이 조사에 나섰고 2004년 12월 16일 당시 촬영 감독과 스탭 등등의 관련자들이 무더기로 입건되어 구속된다.

### 후속 조치
한편 2016년 출연자를 협박하여 촬영강요한 업체들이 발견됐다. 이에 따라 2017년 인권윤리기구가 설립되었으며 규약이 시행됐다.

## 같이 보기
- n번방 성착취물 제작 및 유포 사건